# Shashalee Forbes
Shashalee Forbes (née le 10 mai 1996) est une athlète jamaïcaine, spécialiste des épreuves de sprint.

## Biographie
Le 25 août 2017, elle remporte la médaille d'or de l'Universiade de Taipei en 11 s 18.

## Palmarès
| Date | Compétition                              | Lieu           | Résultat | Épreuve   | Temps         |
| ---- | ---------------------------------------- | -------------- | -------- | --------- | ------------- |
| 2016 | Championnats NACAC espoirs               | San Salvador   | 1re      | 100 m     | 11 s 51       |
| 2016 | Championnats NACAC espoirs               | San Salvador   | 2e       | 4 x 100 m | 43 s 63       |
| 2016 | Jeux olympiques                          | Rio de Janeiro | 2e       | 4 × 100 m | séries        |
| 2017 | Relais mondiaux de l'IAAF                | Nassau         | 2e       | 4 x 100 m | 42 s 95       |
| 2017 | Relais mondiaux de l'IAAF                | Nassau         | 1re      | 4 × 200 m | 1 min 29 s 04 |
| 2017 | Championnats du monde                    | Londres        | 3e       | 4 x 100 m | 42 s 19       |
| 2017 | Universiade                              | Taipei         | 1re      | 100 m     | 11 s 18       |
| 2018 | Jeux du Commonwealth                     | Gold Coast     | finale   | 200 m     | DQ            |
| 2018 | Jeux d'Amérique centrale et des Caraïbes | Barranquilla   | 1re      | 200 m     | 22 s 80       |
| 2019 | Relais mondiaux de l'IAAF                | Yokohama       | 2e       | 4 x 100 m | 43 s 29       |
| 2019 | Jeux panaméricains                       | Lima           | 5e       | 4 x 100 m | 43 s 74       |
| 2023 | Championnats du monde                    | Budapest       | 2e       | 4 x 100 m | 41 s 21       |
| 2024 | Jeux olympiques                          | Paris          | 5e       | 4 × 100 m | 42 s 29       |

## Records
| Épreuve | Performance         | Lieu     | Date           |
| ------- | ------------------- | -------- | -------------- |
| 100 m   | 10 s 96 (+ 1,0 m/s) | Kingston | 7 juillet 2023 |
| 200 m   | 22 s 71 (+ 0,8 m/s) | Kingston | 25 juin 2017   |